# Brjansk oblast
Brjansk Oblast (russisk: Брянская область, tr. Brjanskaja oblast) er en af 46 oblaster i Den Russiske Føderation. Oblasten har et areal på 34.857 km² og 1.132.795 (2025) indbyggere. Oblastens administrative center er placeret i byen Brjansk, der har 373.310 (2024) indbyggere. Andre større byer i oblasten er Klintsy (russisk: Клинцы) med 63.059 (2021) indbyggere og Novosybkov (russisk: Новозыбков), der har 38.680 (2021) indbyggere.

## Geografi
Brjansk oblast ligger i den vestlige del af Europæisk Rusland i den centralt-vestlige del af den Østeuropæiske Slette, på grænsen mellem floderne Desnas og Volgas bassiner. Oblasten grænser op til Smolensk oblast i nord, Kaluga oblast i nordøst, Orjol oblast i øst, Kursk oblast i sydøst, Tjernihiv og Sumy oblaster i Ukraine i syd og til Homel og Mahiljow voblaster i Hviderusland i vest.
Store dele af oblasten forurenedes af radioaktivt nedfald efter Tjernobylulykken i april 1986.